# RegioTram Gesellschaft

Logo der RegioTram Gesellschaft

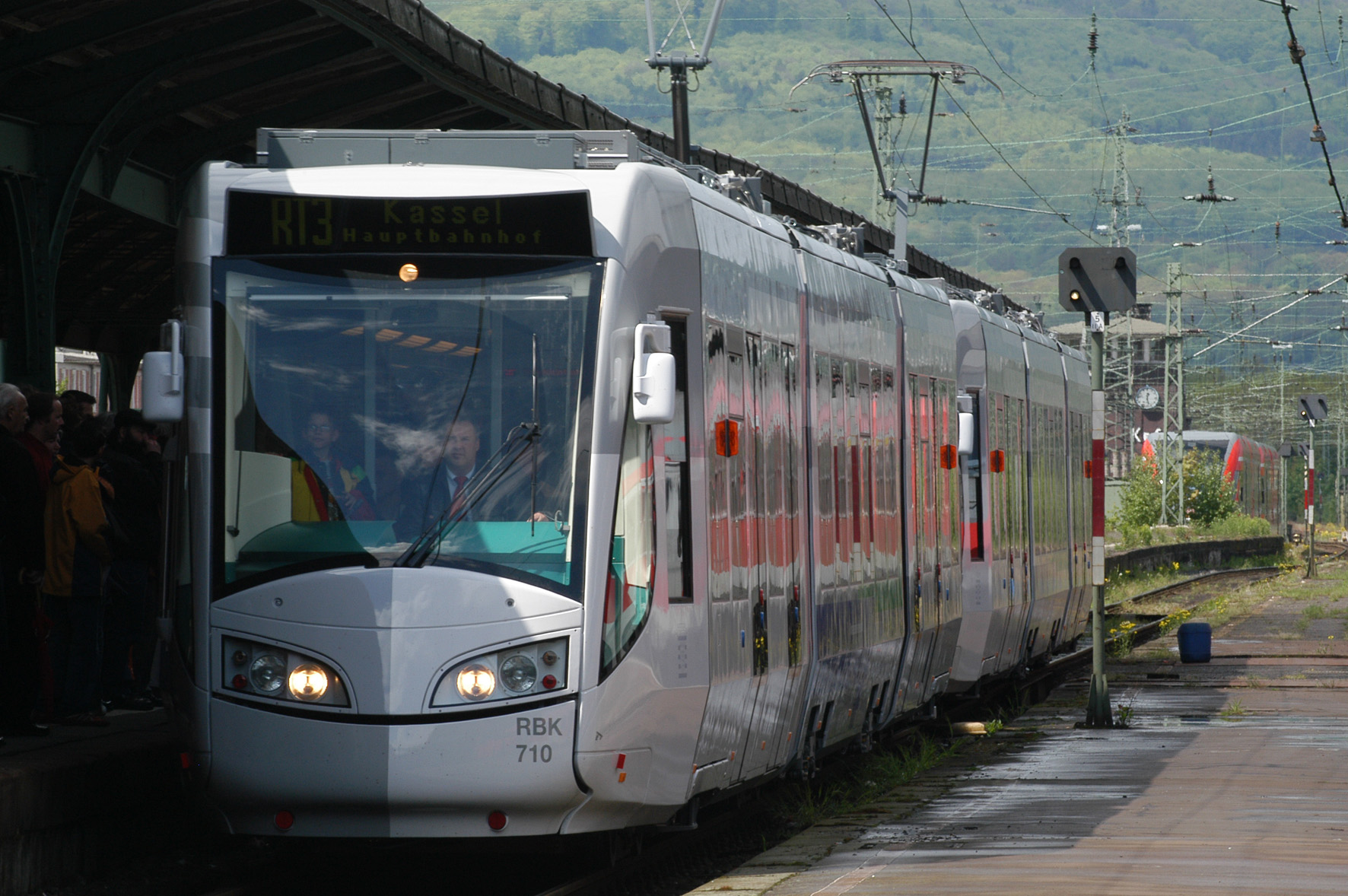
Die RegioTram Gesellschaft setzt Niederflur-Zweisystem-Stadtbahnwagen des Typs Alstom RegioCitadis ein.

Die RegioTram Gesellschaft mbH (RTG) ist ein Eisenbahnverkehrsunternehmen, das die RegioTram Kassel seit dem 9. Dezember 2013 betreibt.
Die Anteilseigner der am 14. Mai 2013 in Kassel gegründeten RTG sind die Kasseler Verkehrs-Gesellschaft (KVG) und die Hessische Landesbahn (HLB). Das Unternehmen löste die RegioTram Betriebsgesellschaft mbH (RTB) – einem Joint-Venture der Regionalbahn Kassel (RBK) mit der DB Regio, das die RegioTram von 2009 bis 2013 betrieb – ab. Eigentümerin der RegionTram-Fahrzeuge ist nicht die RTG selbst, sondern weiterhin die RBK.

## Betrieb
Die RTG setzt 28 Niederflur-Zweisystem-Stadtbahnwagen des Typs Alstom RegioCitadis ein und befährt mit diesen Fahrzeugen Kasseler Straßenbahnstrecken und mehrere Eisenbahnstrecken auf den folgenden Linien:
| Linie | Eisenbahnstrecken                                | Haltepunkte auf der Eisenbahnstrecke | Verlauf im Straßenbahnnetz Kassel | Fahrzeit      | seit |
| ----- | ------------------------------------------------ | --- | --- | ------------- | ---- |
| RT1   | Warburg – Kassel                                 | Hümme – Hofgeismar RE – Grebenstein – Immenhausen – Espenau-Mönchehof – Vellmar-Obervellmar RB – V.-Osterberg/EKZ – Kassel-Jungfernkopf – KS-Harleshausen – KS-Kirchditmold – Kassel Hbf (tief) RB RE                                                                                           | Hauptbahnhof (tief) – Scheidemannplatz – Wilhelmstraße/Stadtmuseum – Rathaus/Fünffensterstraße – Rathaus – Friedrichsplatz – Königsplatz – Am Stern – Holländischer Platz/Universität – Halitplatz – Hauptfriedhof – Wiener Straße – Holländische Straße | 57 min        | 2005 |
| RT4   | Volkmarsen – Vellmar-ObervellmarWarburg – Kassel | Wolfhagen RB – Altenhasungen – Oberelsungen – Zierenberg-Rosental – Zierenberg RB – Calden-Fürstenwald – Ahnatal-Weimar RB – A.-Heckershausen – A. Casselbreite – Vellmar-Obervellmar RB – V.-Osterberg/EKZ – Kassel-Jungfernkopf – KS-Harleshausen – KS-Kirchditmold – Kassel Hbf (tief) RB RE | Hauptbahnhof (tief) – Scheidemannplatz – Wilhelmstraße/Stadtmuseum – Rathaus/Fünffensterstraße – Rathaus – Friedrichsplatz – Königsplatz – Am Stern – Holländischer Platz/Universität – Halitplatz – Hauptfriedhof – Wiener Straße – Holländische Straße | (17 +) 49 min | 2006 |
| RT5   | Bebra – Baunatal-GuntershausenFrankfurt – Kassel | Melsungen RB RE – M. Bartenwetzerbrücke – M. Schwarzenberg – M.-Röhrenfurth – Körle – Guxhagen RB – Baunatal-Guntershausen RB RE B.-Rengershausen RB – Kassel-Oberzwehren RB – KS-Wilhelmshöhe RB RE IC ICE – Kassel Hbf (tief) RB RE                                                           | Hauptbahnhof (tief) – Scheidemannplatz – Wilhelmstraße/Stadtmuseum – Rathaus/Fünffensterstraße – Am Weinberg – Heinrich-Heine-Straße/Universität – Auestadion                                                                                            | 46 min        | 2006 |